# Retrat de planetes
El retrat de família o retrat de planetes és una imatge del Sistema solar creada a partir de seixanta fotografies individuals presses per la sonda espacial Voyager 1 el 14 de febrer de 1990,dia en què va fer l'última fotografia des que va començar la seva missió per estudiar el sistema solar exterior. Aquestes imatges són la font del conegut pàlid punt blau, una imatge de la terra. El conegut astrònom Carl Sagan, formava part de l'equip d'imatge de la Voyager.
Les imatges van ser fetes des d'una distància d'uns sis mil milions de quilòmetres i un angle de 32° sobre el pla de l'el·líptica. De les dues missions del programa Voyager, la Voyager 1 va ser l'escollida per a dur a terme la tasca de prendre les fotografies, perquè la seva ruta passava pel pol nord del sistema solar, mantenint Júpiter lliure del reflex de la llum solar.
En el mosaic són visibles set cossos celestes. Aquests són, de dreta a esquerra: Neptú, Urà, Saturn, el Sol, Venus, la Terra i Júpiter. Degut a la distància i la resolució no va ser possible fotografiar Mart, Plutó i Mercuri. De fet la terra quasi queda exclosa per un raig de difracció.
La imatge no és vista al natural. Això és degut al fet que les fotografies individuals van ser presses variant els temps d'exposició i a partir de diferents filtres perquè tinguessin el detall més gran possible. Per exemple, el Sol va ser fotografiat amb un filtre més fosc i menor temps d'exposició per evitar el deteriorament de la càmera.